# Муніципальний стадіон (Мітилена)
«Муніципальний стадіон Мітилени» (грец. Δημοτικό Στάδιο Μυτιλήνης) — багатофункціональний стадіон у місті Мітилена, Греція, домашня арена ФК «Каллоні».
Стадіон відкритий 1960 року. У 2001 році встановлено систему освітлення. В рамках підготовки до Літніх Олімпійських ігор 2004 року, облаштовано підтрибунні приміщення. У 2005 році було прийнято рішення про спорудження даху над трибуною, однак ці плани не були реалізовані. 2014 року, після виходу «Каллоні» до Суперліги, було здійснено капітальну реконструкцію арени, у ході якої вона була приведена до вимог ліги. Перебудовано трибуну, в результаті чого місткість збільшено до 3 300 глядачів.
Окрім футбольних матчів, на арені проводяться змагання з різних видів спорту та культурні заходи.